# Carea caroli
Carea caroli är en fjärilsart som beskrevs av Louis Beethoven Prout 1922. Carea caroli ingår i släktet Carea och familjen trågspinnare. Inga underarter finns listade i Catalogue of Life.